# 日本詩人クラブ新人賞
日本詩人クラブ新人賞（にほんしじんクラブしんじんしょう）は、現代詩を対象とした日本の文学賞の一つである。日本詩人クラブが主催しており、1991年に創設された。「その年度内に刊行された新人の詩集の中から、すぐれたものを表彰し、広く社会に推奨すること」を目的とする。
対象となる詩書は「前年の1月1日から12月31日の間に発行され、奥付にその期間中の発行年月日を日付として持つもの」とする。正賞としてブロンズ像が与えられ、副賞として20万円が贈られる。同様の性質の賞として、日本現代詩人会主催のH氏賞がある。

## 受賞者一覧

### 第1回から第10回
- 第1回 1991年（平成3年） 中村不二夫 「Mets」
- 第2回 1992年（平成4年） 江島その美 「水の残像」
- 第3回 1993年（平成5年） 北岡淳子 「生姜湯」
- 第4回 1994年（平成6年） 柴田三吉 「さかさの木」
- 第5回 1995年（平成7年） 清水恵子 「あびてあびて」
- 第6回 1996年（平成8年） 草野信子 「戦場の林檎」
- 第7回 1997年（平成9年） 鈴木有美子 「細胞律」
- 第8回 1998年（平成10年） 橋浦洋志 「水俣」
- 第9回 1999年（平成11年） 樋口伸子 「あかるい天気予報」
- 第10回 2000年（平成12年） 白井知子 「あやうい微笑」

### 第11回から第20回
- 第11回 2001年（平成13年） 佐々木朝子『砂の声』樹海社[2]。
- 第12回 2002年（平成14年） 網谷厚子『万里』思潮社。
- 第13回 2003年（平成15年） 該当者なし
- 第14回 2004年（平成16年） 吉田義昭『ガリレオが笑った』書肆山田。
- 第15回 2005年（平成17年） 星善博『水葬の森』土曜美術社出版販売。
- 第16回 2006年（平成18年） 竹内美智代『切通し』花神社。
- 第17回 2007年（平成19年） 岡野絵里子『発語』思潮社。
- 第18回 2008年（平成20年） 肌勢とみ子『そぞろ心』土曜美術社出版販売。
- 第19回 2009年（平成21年） 斎藤恵子『無月となのはな』思潮社。
- 第20回 2010年（平成22年） 伊与部恭子『来訪者』ジャンクション・ハーベスト[3]。 / 倉本侑未子 『真夜中のパルス』砂子屋書房。

### 第21回から第30回
- 第21回 2011年（平成23年） 渡辺めぐみ『内在地』思潮社。
- 第22回 2012年（平成24年） 大野直子『化け野』澪標
- 第23回 2013年（平成25年） 池田順子『水たまりのなかの空』空とぶキリン社。ISBN 978-4-9905268-3-2
- 第24回 2014年（平成26年） 中島真悠子『錦繍植物園』土曜美術社出版販売。
- 第25回 2015年（平成27年） 石下典子『うつつみ』歩行社。ISBN 978-4-905147-86-2
- 第26回 2016年（平成28年） 颯木あやこ『七番目の鉱石』思潮社。
- 第27回 2017年（平成29年） 草野早苗『夜の聖堂』思潮社。
- 第28回 2018年（平成30年） 岡田ユアン『水天のうつろい』らんか社。
- 第29回 2019年（令和元年）川井麻希『あらゆる日も夜も』土曜美術社出版販売。 / 田中俊輔『実存の架け橋』思潮社。
- 第30回 2020年（令和2年）野口やよい『天を吸って』版木舎[4]。

### 第31回から第40回
- 第31回 2021年（令和3年）海東セラ『ドールハウス』思潮社。
- 第32回 2022年（令和4年）二条千河『亡骸のクロニクル』洪水企画。ISBN　978-4-909385-28-4
- 第33回 2023年（令和5年）北島理恵子『分水』版木舎[5]。
- 第34回 2024年（令和6年）井嶋りゅう『影』文化企画アオサギ[6]。ISBN 978-4-909980-42-7
- 第35回 2025年（令和7年）丸田麻保子『カフカを読みながら』思潮社